# 13055 Kreppein
13055 Kreppein este un asteroid din centura principală de asteroizi.

## Descriere
13055 Kreppein este un asteroid din centura principală de asteroizi. A fost descoperit pe 14 octombrie 1990 la Tautenburg de Lutz Dieter Schmadel și Freimut Börngen. Asteroidul prezintă o orbită caracterizată de o semiaxă mare de 2,69 ua, o excentricitate de 0,17 și o înclinație de 13,7° în raport cu ecliptica.